# Economía de la identidad
La economía de la identidad captura la idea de que las personas toman decisiones económicas basadas tanto en incentivos monetarios como en su identidad: manteniendo constantes los incentivos monetarios, las personas evitan acciones que entren en conflicto con su concepto de sí mismos. Los fundamentos de la economía de la identidad fueron formulados por primera vez por el economista ganador del Premio Nobel George Akerlof y Rachel Kranton en su artículo "Economics and Identity", publicado en Quarterly Journal of Economics.
Este artículo proporciona un marco para incorporar las identidades sociales en los modelos económicos estándar, expandiendo la función de utilidad estándar para incluir tanto los pagos pecuniarios como la utilidad de identidad. Los autores demuestran la importancia de la identidad en la economía al mostrar cómo cambian las predicciones del problema clásico de agente principal cuando se considera la identidad del agente. 

## Investigación
Akerlof y Kranton proporcionan una visión general de su trabajo en el libro "Identity Economics", publicado en 2010. En el libro, proporcionan un enfoque laico a Identity Economics y aplican el concepto a la organización en el lugar de trabajo, los roles de género y la elección educativa, resumiendo varios documentos anteriores sobre las aplicaciones de Identity Economics.
Si bien esta teoría macroeconómica se ocupa exclusivamente de categorías de identidad social ya bien establecidas, Laszlo Garai cuando aplica el concepto de identidad social en psicología económica toma en consideración las identidades en statu nascendi (es decir, en el curso de su formación y desarrollo). Esta teoría que se refiere a los macroprocesos basados en una "producción a gran escala" luego se aplica a la psicología de la creatividad individual: Garai la derivó de la "elaboración de identidad" del director y del agente. Otra característica especial de la teoría de Garai sobre la identidad social es que resolvió la contradicción entre los fenómenos interindividuales estudiados por las teorías de identidad social y los mecanismos intraindividuales estudiados por las teorías cerebrales: L. Garai presentó una teoría sobre Un mecanismo interindividual que actúa en el mundo de la identidad social. Garai ha aplicado la teoría que se refería al principio a los macroprocesos basados en una producción a gran escala, más tarde, a los microprocesos de la creatividad individual.
Moses Shayo utiliza el concepto de identidad social para explicar por qué los países con características económicas similares podrían elegir niveles de redistribución sustancialmente diferentes. El periódico ganó el Premio Michael Wallerstein 2009, otorgado al mejor artículo publicado en el área de economía política. Daniel Benjamin, James Choi y Joshua Strickland examinan el efecto de la identidad social, centrándose en la identidad étnica, en una amplia gama de comportamientos económicos. Para una revisión de artículos que estudian economía e identidad, ver artículos de Claire Hill (2007) y John Davis (2004).